# Malta zien en sterven

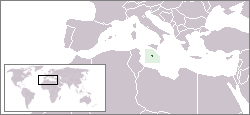
De ligging van Malta in Europa.

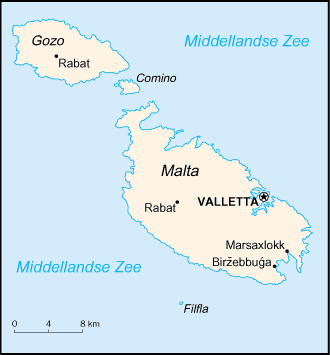
Een overzichtskaart van Malta.

Malta zien en sterven is een spionageroman van auteur Gérard de Villiers en het 54e deel uit de S.A.S.-reeks met als protagonist de Oostenrijkse prins en freelance CIA-agent Malko Linge.

## Het verhaal
Op het eiland Malta in de Middellandse Zee ontplooien Libische geheim agenten bijzonder veel activiteiten en dit baart de CIA ernstige zorgen. De Libische leider Kadaffi voert in het geheim onderhandelingen met de regering van Malta.
De CIA stuurt Malko naar het eiland voor een onderzoek. Dit uitstapje geeft Malko de gelegenheid tot het doen van persoonlijk historisch onderzoek naar de Maltezer Orde, waarvan hij lid is.
Malko krijgt hierbij hulp van Anna Ximenes, eveneens een lid van de Maltezer Orde, die met volle overgave tegen de Libiërs strijdt alsof het een persoonlijke kruistocht betreft.

## Personages
- Malko Linge, een Oostenrijkse prins en CIA-agent;
- Godfrey Borg, een Brit;
- Anna Maria Ximenes, een lid van de Maltezer Orde.